# Želenice (district de Kladno)
Pour les articles homonymes, voir Želenice.
Želenice (en allemand : Schelenitz) est une commune du district de Kladno, dans la région de Bohême-Centrale, en République tchèque. Sa population s'élevait à 197 habitants en 2020.

## Géographie
Želenice se trouve à 6 km à l'ouest-nord-ouest de Slaný, à 9 km au nord-nord-est de Kladno et à 25 km au nord-ouest de Prague.
La commune est limitée par Podlešín et Zvoleněves au nord, par Třebusice à l'est et au sud, et par Knovíz à l'ouest.

## Histoire
L'église Saint-Jacques-le-Majeur, qui domine le village, est mentionnée pour la première fois en 1227, mais remonte au moins au XIIe siècle.